# Søren Lauridsen
Søren Lauridsen (død 1671) var en dansk krigskommissær.
Han var søn af købmand Laurids Nielsen og Elisabeth Jensdatter fra Præstø og bror til Jens Lauridsen, senere den godsejer på Nysø.
Han nedsatte sig som handelsmand i København, hvor han sammen med hofapoteker Samuel Meyer i 1657 valgtes til direktør for det privilegerede Sukkerhus ved børsen og i 1659 blev en af Stadens 32 mænd, dvs. borgerrepræsentanter der sammen med den kongevalgte magistrat styrede byen.
Det sidstnævnte hverv blev han fritaget for, da han blev udnævnt til krigskommissær på Sjælland. Han havde under krigen mod svenskerne forstrakt regeringen med midler, især til Københavns garnisons underhold. Efter fredsslutningen fik han i hvert fald delvis sine fordringer indfriet i form af jord og ejendom. Han blev også ejer af en herregård, da han af Vincent Hahn købte Sparresholm.
I 1669 giftede han sig med Anne Hermansdatter og døde i 1671.